# Vauchrétien
Vauchrétien ist eine Ortschaft und eine Commune déléguée in der französischen Gemeinde Brissac Loire Aubance mit 1.574 Einwohnern (Stand: 1. Januar 2022) im Département Maine-et-Loire in der Region Pays de la Loire. Die Einwohner werden Valchristinois genannt.
Die Gemeinde Vauchrétien wurde am 15. Dezember 2016 mit neun weiteren Gemeinden, namentlich Brissac-Quincé, Charcé-Saint-Ellier-sur-Aubance, Chemellier, Coutures, Luigné, Saint-Rémy-la-Varenne, Saint-Saturnin-sur-Loire, Saulgé-l’Hôpital und Les Alleuds zur neuen Gemeinde Brissac Loire Aubance zusammengeschlossen. Sie gehörte zum Arrondissement Angers und zum Kanton Les Ponts-de-Cé.

## Geographie
Vauchrétien liegt etwa 28 Kilometer südlich von Angers im Weinbaugebiet Anjou. Umgeben wurde die Gemeinde Vauchrétien von den Nachbargemeinden Saint-Melaine-sur-Aubance im Norden, Saint-Jean-des-Mauvrets im Norden und Nordosten, Brissac-Quincé im Osten, Notre-Dame-d’Allençon im Südosten, Faye-d’Anjou im Süden und Südwesten sowie Soulaines-sur-Aubance im Westen und Nordwesten.

## Bevölkerungsentwicklung
| Jahr                       | 1962 | 1968 | 1975 | 1982 | 1990  | 1999  | 2006  | 2013  |
| Einwohner                  | 690  | 618  | 614  | 813  | 1.198 | 1.395 | 1.558 | 1.497 |
| Quellen: Cassini und INSEE |      |      |      |      |       |       |       |       |

## Sehenswürdigkeiten
- Kirche Notre-Dame
- Pfarrhaus aus dem 15. Jahrhundert

## Weinbau
Die Rebflächen im Ort sind Teil des Weinbaugebietes Anjou.